# Wichmannsburg

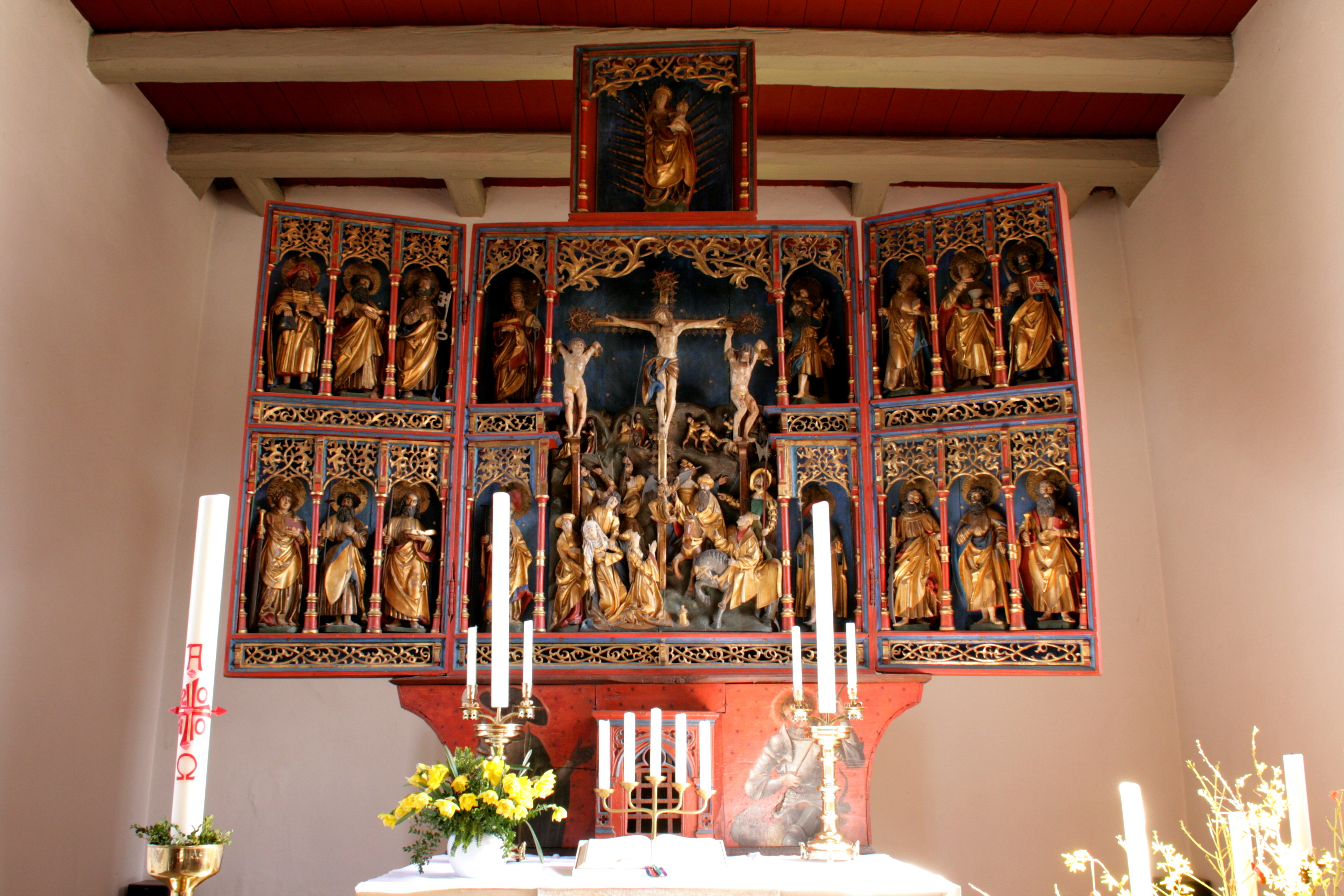
Wichmannsburger Altarretabel aus dem 16. Jahrhundert

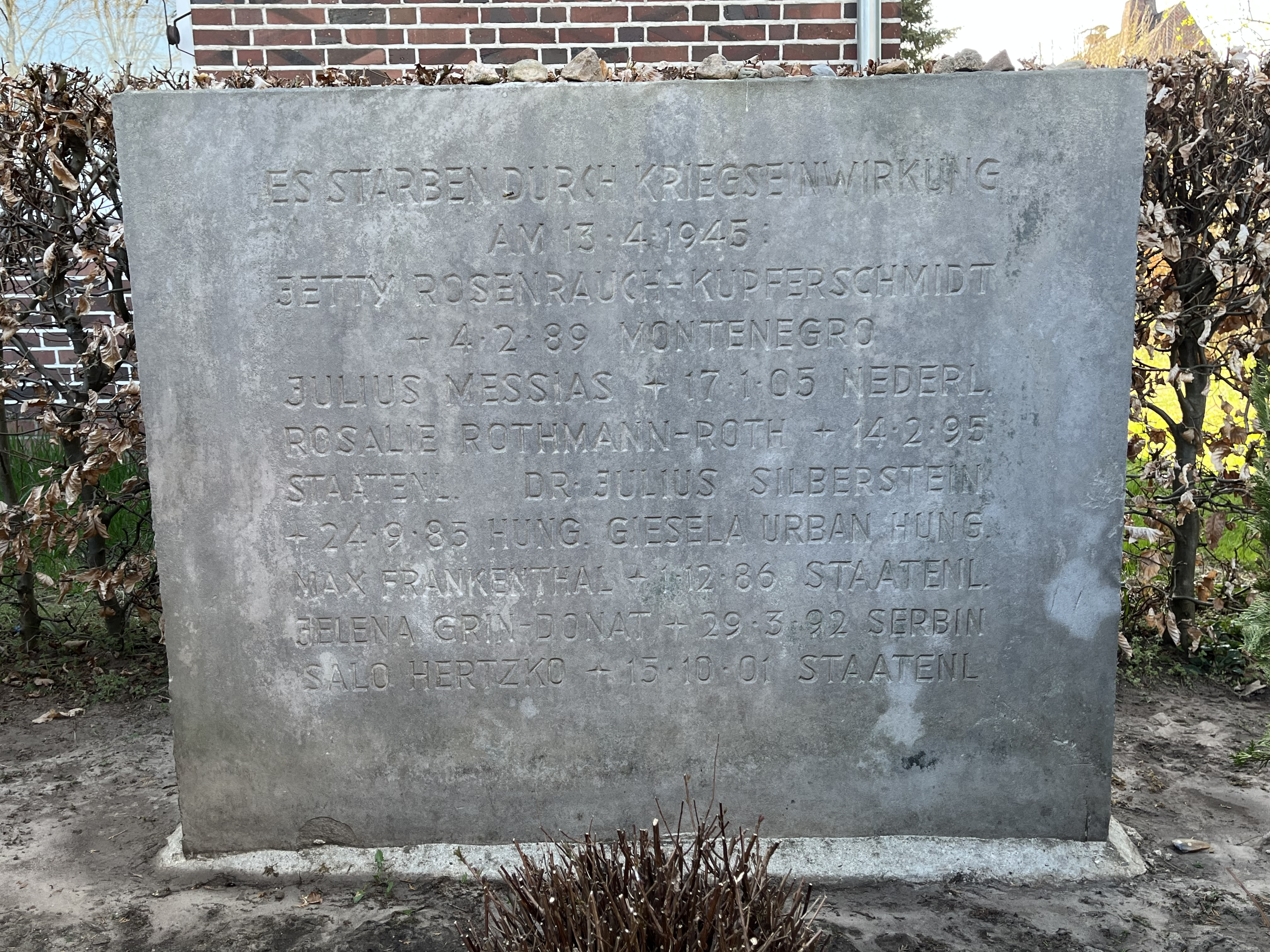
Grabstein zur Erinnerung an "Kriegsopfer"

Wichmannsburg ist ein Ortsteil der Einheitsgemeinde Bienenbüttel im niedersächsischen Landkreis Uelzen.

## Geschichte
Erste menschliche Spuren in Wichmannsburg bilden Hügelgräber aus der Bronzezeit am nordöstlichen Rand des Ortes.
Im 10. Jahrhundert ließ Wichmann I. der Ältere auf dem heutigen Ortsgebiet eine Burg zur Sicherung des Billungschen Besitzes gegen die Wenden erbauen. Der heutige Name des Ortes geht auf Wichmann I. zurück. Bauliche Überreste der Burg sind nicht mehr erhalten. Die Burg befand sich auf einer kleinen Insel in der Ilmenau bei der heutigen Burgstraße.
Wichmannsburgs Einwohnerzahl nahm nach dem Zweiten Weltkrieg durch Flüchtlingsströme stark zu. Lebten vor Beginn des Krieges noch 152 Menschen in dem beschaulichen Dorf, stieg die Einwohnerzahl 1946 bis auf 345 Personen an.
Der heute noch erhaltene historische Ortskern konzentriert sich auf die Umgebung der St.-Georgs-Kirche. Im 20. Jahrhundert erfolgten erhebliche Erweiterungen des Dorfkerns, wodurch sich Wichmannsburg entlang der heutigen Kreisstraße 1 zu einem Reihendorf entwickelte. Neubaugebiete auf dem Sandberg zwischen Wichmannsburg und Hohnstorf kamen gegen Ende des 20. Jahrhunderts dazu.
1966 wurde das bisher eigenständige Wichmannsburg Teil der Gemeinde Bienenbüttel.

## Geografie und Verkehrsanbindung
Wichmannsburg liegt südöstlich des Kernortes Bienenbüttel an der Kreisstraße K 1 und an der Ilmenau. Westlich verläuft die B 4. Nördlich erstreckt sich das 230 ha große Naturschutzgebiet Vierenbach.

## Sehenswürdigkeiten
- Die St.-Georgs-Kirche in der historischen Ortsmitte ist im Kern ein einschiffiger romanischer Bau, der in seiner rund tausendjährigen Geschichte baulich mehrfach verändert wurde.[8] Spätestens im 18. Jahrhundert gelang das wertvolle Wichmannsburger Altarretabel in die Feldsteinkirche, welches zuvor in der Klosterkirche St. Mauritius in Medingen stand[9], und heute als Schmuckstück der Kirche gilt.
- Das Wichmannsburger  Pfarrhaus wurde 1808 erbaut und steht heute unter Denkmalschutz.[8] Das Fachwerkhaus gilt als wichtiges und frühes Beispiel einer geglückten vollständigen Trennung in Wohn- und Wirtschaftsgebäude.[10] Es ist stark sanierungsbedürftig und steht derzeit leer.[11] Der zugehörige Pfarrgarten wird als freizugänglicher Veranstaltungs- und Begegnungsort genutzt.[12]
- Ein Grabstein auf dem zur Kirche gehörigen Friedhof erinnert an den Transport jüdischer Menschen mit dem letzten Zug aus dem Konzentrationslager Bergen-Belsen nach Theresienstadt. Bei einem Halt dieses Zuges auf der Reichsbahnstrecke zwischen Bruchtorf und Wichmannsburg am 13. April 1945 wurden zwölf Menschen, die während der langen Fahrt an Hunger und Erschöpfung verstorben waren, neben dem Gleisbett verscharrt. Im Jahr 1960 wurden die Leichen nach einem Hinweis des niederländischen Roten Kreuzes exhumiert; acht davon fanden auf dem Wichmannsburger Friedhof ihre letzte Ruhestätte.[13]

Siehe auch: Baudenkmale in Wichmannsburg

## Tourismus

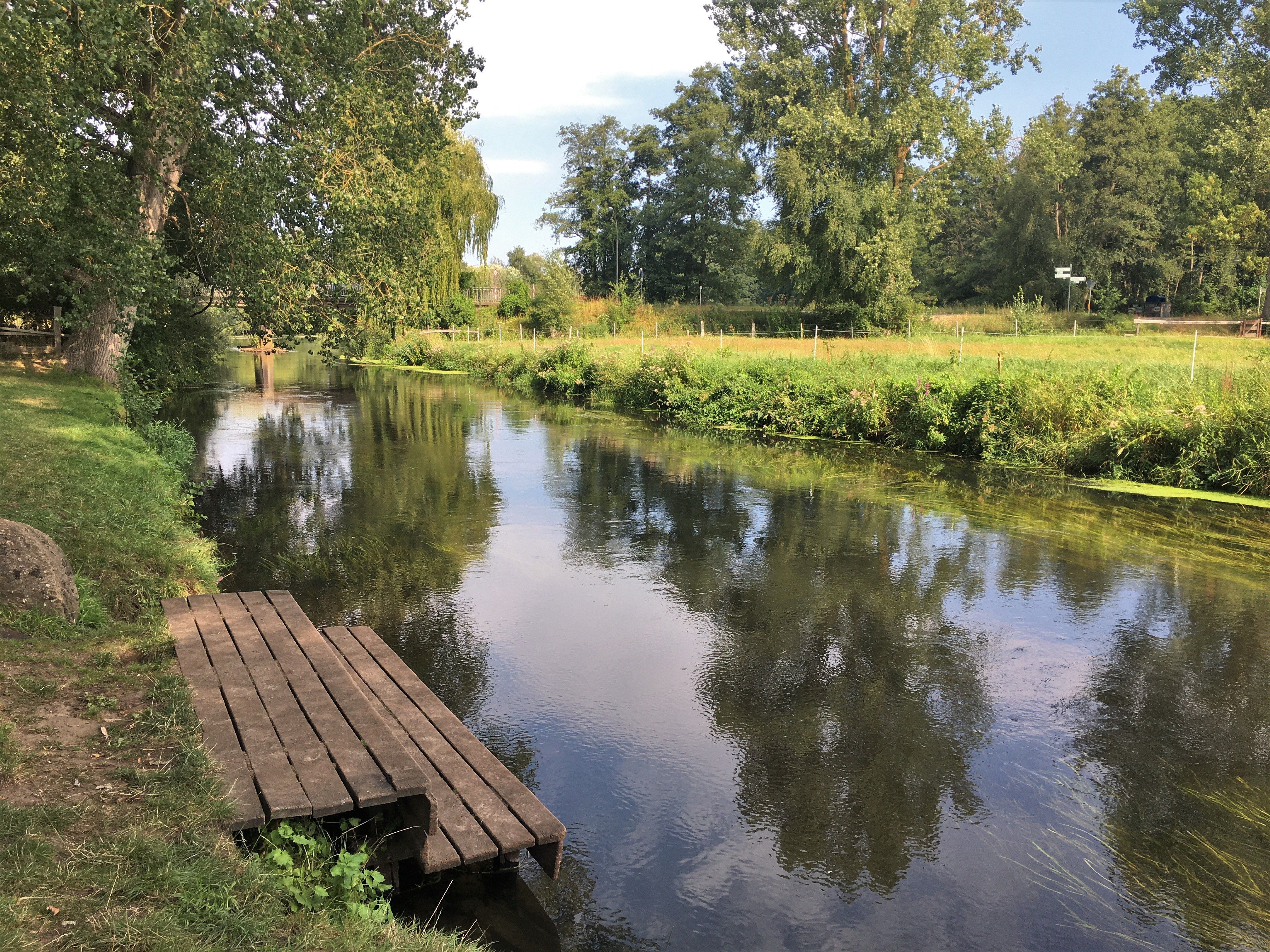
Ilmenaubootsanleger in Wichmannsburg

Wichmannsburg ist vor allem durch die Lage im Tal der Ilmenau und der St.-Georgs-Kirche touristisch von Interesse. Verschiedene Fahrradtouren verlaufen durch den Ort, hierzu zählen unter anderem der überregionale Weser-Harz-Heide-Radfernweg und der Ilmenau-Radweg. Zusätzlich führt auch der Jakobsweg „Via Scandinavica“ durch den Ort. Am Streckenkilometer 34,4 des Heideflusses Ilmenau befindet sich inmitten des Ortes ein Bootsanleger mit Rastplatz, WC und Zeltmöglichkeiten. Die nächstgelegenen Anleger befinden sich 6 Kilometer flussaufwärts in Bruchtorf sowie 2,5 Kilometer flussabwärts in Bienenbüttel, wodurch der Bootsanleger auch für Tagestouren genutzt werden kann.

## Persönlichkeiten
- Karl Kayser (1843–1910), 1871 bis 1877 Pastor der St.-Georgs-Kirche in Wichmannsburg[19]